# Uniwersytet Przyrodniczy w Poznaniu

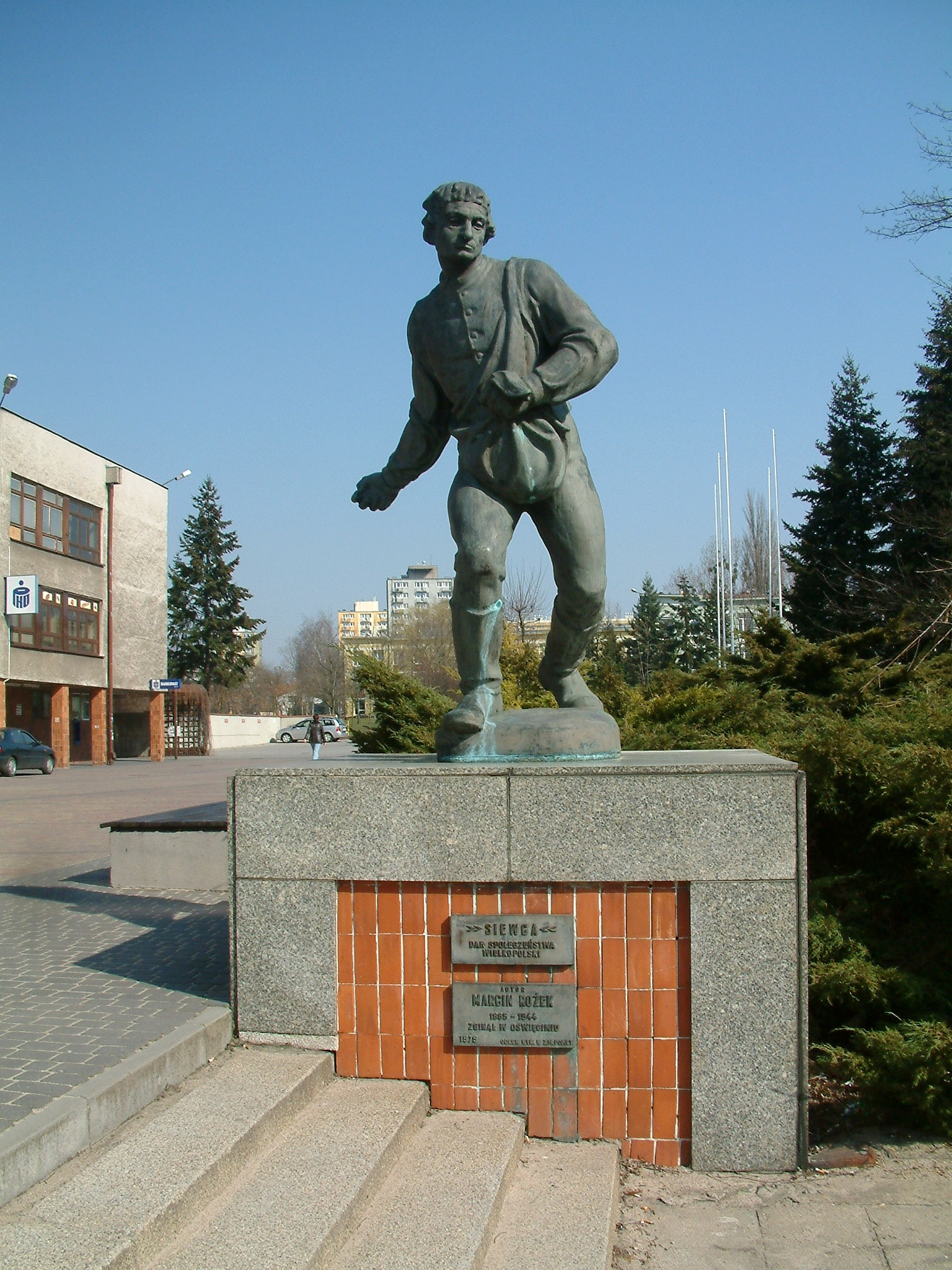
Pomnik Siewcy

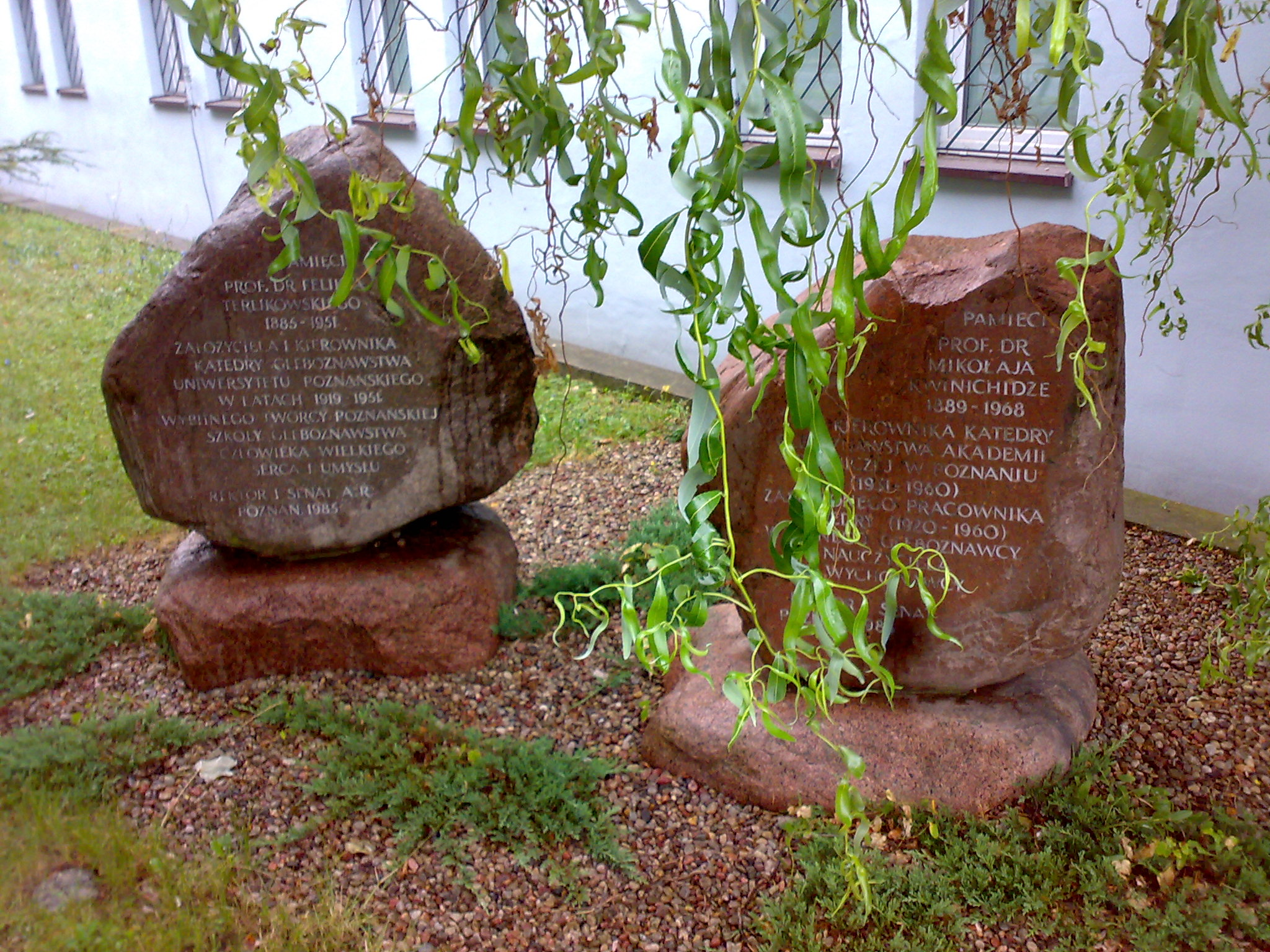
Pomniki profesorów gleboznawstwa – Mikołaja Kwinichidze i Feliksa Terlikowskiego

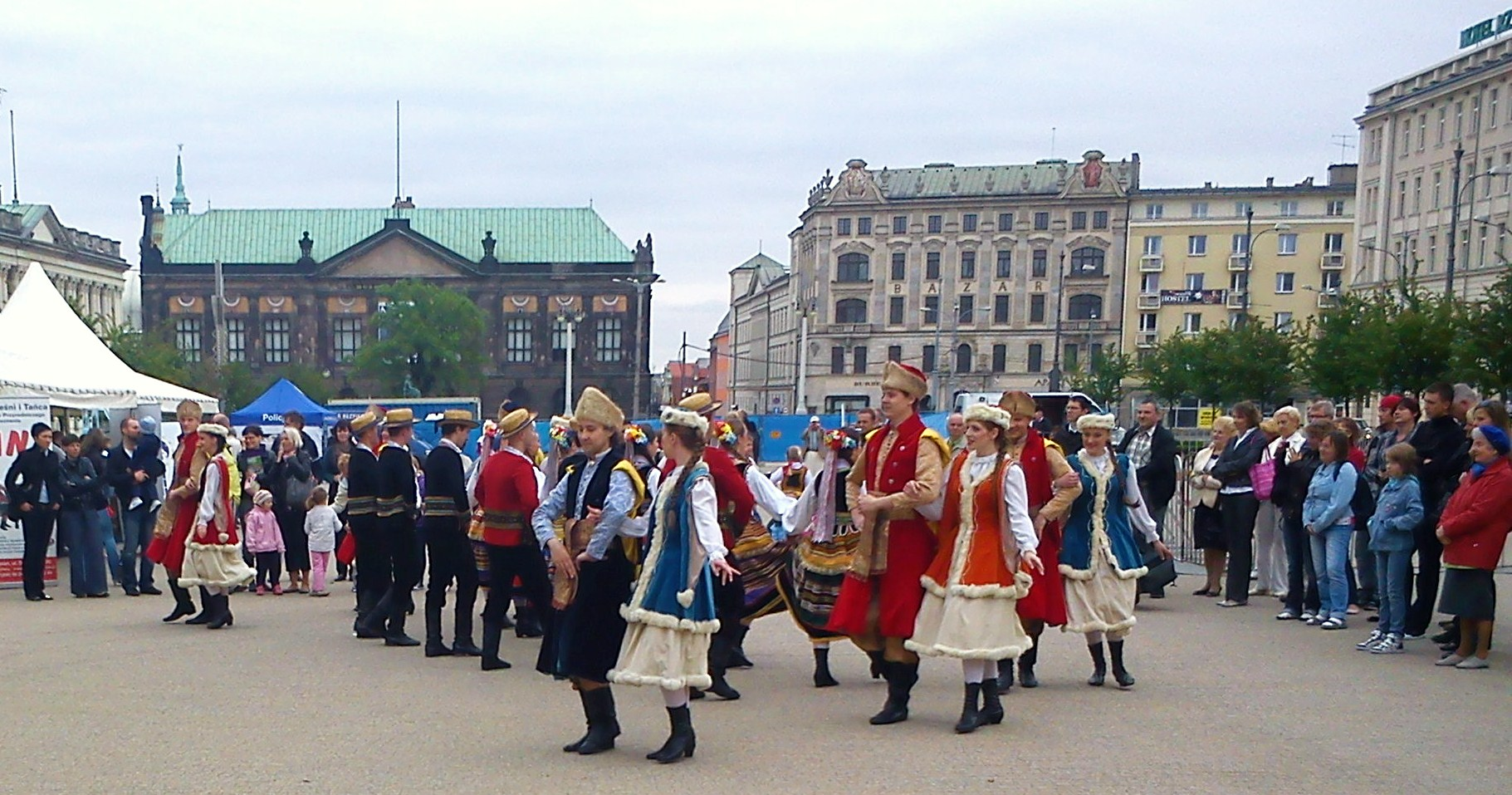
Zespół Pieśni i Tańca „Łany” Uniwersytetu Przyrodniczego na Placu Wolności w Poznaniu

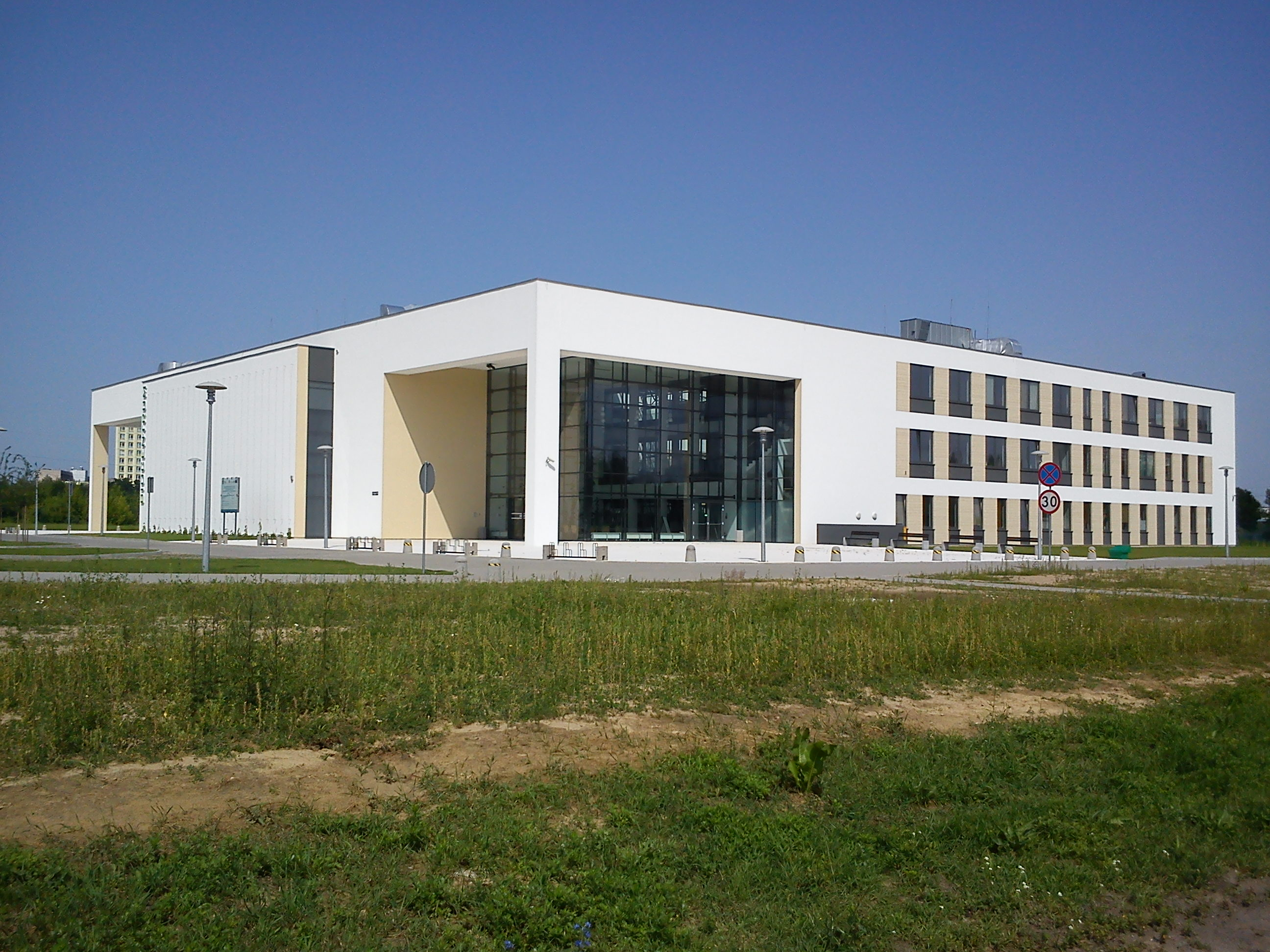
Biocentrum przy ul. Dojazd

Uniwersytet Przyrodniczy w Poznaniu (dawniej Wyższa Szkoła Rolnicza, Akademia Rolnicza im. Augusta Cieszkowskiego w Poznaniu) – szkoła wyższa w Poznaniu, która powstała jako samodzielna uczelnia w 1951 Kampus znajduje się na Sołaczu na osiedlu administracyjnym Sołacz. Siedziba władz uczelni (rektorat i dziekanaty) mieści się w budynku Collegium Maximum przy ul. Wojska Polskiego 28.

## Historia
Tradycje uczelni sięgają 1870, gdy staraniem Augusta Cieszkowskiego powstała w Żabikowie pod Poznaniem Wyższa Szkoła Rolnicza im. Haliny. Była ona jedyną polską szkołą wyższą na ziemiach polskich pod zaborem pruskim. Uczelnia istniała tylko siedem lat i została zlikwidowana dekretem pruskiego kanclerza Bismarcka, a mimo to wpłynęła niewątpliwie na poziom rolnictwa w Wielkopolsce oraz wzmocniła ideę utworzenia silnej uczelni akademickiej w Poznaniu.
Gdy jeszcze w 1919 w czasie trwania powstania wielkopolskiego, rozpoczął działalność uniwersytet, nazwany początkowo Wszechnicą Piastowską, a potem Uniwersytetem Poznańskim, jego częścią integralną był Wydział Rolniczo-Leśny. Zajęcia na Wydziale rozpoczęły się już w październiku 1919. Wtedy też założono Ogród Dendrologiczny, w 1920 zakupiono Kolegium Rungego, a w 1937 zrealizowano Collegium im. Cieszkowskich. Dynamiczny rozwój naukowy i materialny Wydziału mimo wybuchu II wojny światowej, pozwolił kształcić swych studentów od 1942 na tajnym Uniwersytecie Ziem Zachodnich.
Po wojnie w strukturach Uniwersytetu Poznańskiego nadal funkcjonował Wydział Rolniczo-Leśny, który z początkiem roku akademickiego 1949/1950 podzielono na Wydział Rolniczy ze Studium Ogrodniczym i Wydział Leśny.
W 1951 na mocy zarządzenia Rady Ministrów w sprawie utworzenia Wyższych Szkół Rolniczych w Poznaniu i we Wrocławiu oraz zmian organizacyjnych na Uniwersytetach Poznańskim i Wrocławskim, nastąpiło oddzielenie obu wydziałów wraz z połączonymi z nimi zakładami naukowymi od Uniwersytetu i utworzenie nowej uczelni o nazwie Wyższa Szkoła Rolnicza. Uroczyste otwarcie uczelni nastąpiło 1 marca 1952. W chwili powołania Wyższej Szkoły Rolniczej liczba studentów wynosiła 1460. W kolejnych latach liczba studentów dynamicznie się zwiększała, głównie dzięki uruchomieniu w 1952 zaocznego trybu studiów.
Kadra dydaktyczna liczyła 217 osób. Wśród nich było 36 samodzielnych pracowników nauki, w tym 8 profesorów zwyczajnych, 8 profesorów nadzwyczajnych, 20 zastępców profesora. Ponadto 181 osób zatrudniono jako pomocniczych pracowników nauki, w tym 41 adiunktów, 53 starszych asystentów, 45 asystentów i 42 pracowników naukowo-technicznych.
Z biegiem czasu powstawały kolejne wydziały: 
- Zootechniczny (1951)
- Technologii Drewna (1954 – powstał w wyniku przekształcenia dotychczasowego Oddziału Technologii Drewna Wydziału Leśnego; pierwszym dziekanem nowego wydziału został prof. Stanisław Prosiński),
- Ogrodniczy (1956 – powstał na bazie Oddziału Ogrodniczego na Wydziale Rolnym, utworzonego dwa lata wcześniej w miejsce Studium Ogrodniczego; pierwszym dziekanem została doc. Helena Nieć)
- Technologii Rolno-Spożywczej (1962; pierwszym dziekanem został prof. Józef Janicki),
- Melioracji Wodnych (1970)
- Ekonomiczno-Społeczny (2007)

W styczniu 2010 senat uczelni zmienił nazwę dwóch wydziałów: Rolniczego na Rolnictwa i Bioinżynierii oraz Ogrodniczego na Ogrodnictwa i Architektury Krajobrazu.
W 1969 utworzono w Bydgoszczy filię Wyższej Szkoły Rolniczej w Poznaniu, najpierw z jednym wydziałem rolniczym. W 1972 filia uczelni w Bydgoszczy uzyskała status samodzielnej jednostki organizacyjnej jako Zamiejscowy Wydział Rolniczy z Oddziałem Zootechnicznym. W 1974 filia w Bydgoszczy została połączona z tamtejszą Wyższą Szkołą Inżynierską w Akademię Techniczno-Rolniczą w Bydgoszczy.
W 1972 poznańska uczelnia zmieniła nazwę na Akademia Rolnicza w Poznaniu, a w 1996 jej patronem został August Cieszkowski. Ustawą z dnia 7 lutego 2008 uczelni nadano nazwę Uniwersytet Przyrodniczy w Poznaniu, ang. Poznań University of Life Sciences (PULS).

## Dziekani i rektorzy

### Dziekani[2]

#### Wydział Rolniczo-Leśny Uniwersytetu Poznańskiego (UP)
- Karol Malsburg (1919)
- Bronisław Niklewski (1919/1920)
- Ludwik Sitowski (1920/1921)
- Edward Lubicz-Niezabitowski (1921/1922)
- Bolesław Namysłowski (1922/1923)
- Wiktor Schramm (1923/1924)
- Stanisław Glixelli (1924/1925)
- Feliks Kazimierz Terlikowski (1925/1926, 1934/1935–1938/1939, 1946/1947)
- Tadeusz Chrząszcz (1926/1927)
- Stanisław Runge (1926/1927)
- Zygmunt Pietruszczyński (1927/1928, 1945–1945/1946)
- Zygmunt Moczarski (1929/1930)
- Edward Schechtel (1930/1931)
- Stefan Studniarski (1931/1932)
- Konstanty Stecki (1932/1934)
- Kazimierz Suchecki (1947/1948)
- Stefan Barbacki (1948/1949)

#### Wydział Rolniczy UP
- Stefan Barbacki (1949/1950–1950/1951)
- Jan Wojciechowski (1951/1952)

#### Wydział Leśny UP
- Kazimierz Suchecki (1949/1950)
- Tadeusz Molenda (1950/1951)
- Bolesław Zabielski (1951/1952)

### Rektorzy

#### Wyższa Szkoła Rolnicza
- Tadeusz Molenda (1951–1954)
- Kazimierz Gawęcki (1954–1959)
- Władysław Węgorek (1959–1965)
- Zbyszko Tuchołka (1965–1972)

#### Akademia Rolnicza
- Jerzy Zwoliński (1972–1978)
- Tadeusz Czwojdrak (1978–1981)
- Wojciech Dzięciołowski (1981–1982)
- Włodzimierz Fiszer (1982–1990)
- Kazimierz Szebiotko (1984–1987)
- Ryszard Ganowicz (1990–1996)
- Jerzy Pudełko (1996–2002)
- Erwin Wąsowicz (2002–2008)

#### Uniwersytet Przyrodniczy
- Grzegorz Skrzypczak (2008–2016)
- Jan Pikul (2016–2020)
- Krzysztof Szoszkiewicz (od 2020)

## Struktura uczelni

### Władze rektorskie
W kadencji 2024–2028
| Stanowisko                               | Imię i nazwisko                      |
| ---------------------------------------- | ------------------------------------ |
| Rektor                                   | prof. dr hab. Krzysztof Szoszkiewicz |
| Prorektor ds. nauki                      | prof. dr hab. Piotr Goliński         |
| Prorektor ds. kadr i rozwoju uczelni     | prof. dr hab. Krzysztof Adamowicz    |
| Prorektor ds. studiów                    | prof. dr hab. Piotr Ślósarz          |
| Prorektor ds. współpracy międzynarodowej | prof. dr hab. Karolina Pawlak        |

### Władze administracyjne
| Stanowisko | Imię i nazwisko              |
| ---------- | ---------------------------- |
| Kanclerz   | dr inż. Krzysztof Nowakowski |
| Kwestor    | mgr Karolina Prałat          |

### Wydziały
- Wydział Rolnictwa, Ogrodnictwa i Bioinżynierii (poprzednio: Wydział Rolnictwa i Bioinżynierii oraz Wydział Ogrodnictwa i Architektury Krajobrazu)
- Wydział Leśny i Technologii Drewna (poprzednio: Wydział Leśny oraz Wydział Technologii Drewna)
- Wydział Nauk o Żywności i Żywieniu
- Wydział Medycyny Weterynaryjnej i Nauk o Zwierzętach
- Wydział Inżynierii Środowiska i Inżynierii Mechanicznej (poprzednio: Wydział Inżynierii Środowiska i Gospodarki Przestrzennej)
- Wydział Ekonomiczny (poprzednio: Wydział Ekonomiczno-Społeczny)

## Kształcenie
Obecnie uczelnia daje możliwość podjęcia nauki na 1 kierunku jednolitych studiów magisterskich (weterynaria), 22 kierunkach I stopnia i na 20 kierunkach II stopnia studiów. Na wszystkich wydziałach prowadzone są studia III stopnia w ramach Szkoły Doktorskiej. Ponadto uczelnia prowadzi liczne studia podyplomowe. Całość kształcenia odbywa się w ramach 6 wydziałów. W uczelni funkcjonuje Europejski System Transferu i Akumulacji Punktów (ECTS), dzięki któremu jest możliwa wymiana studentów na poziomie krajowym i europejskim. Na poziomie międzynarodowym wymiana studentów jest organizowana m.in. dzięki programom Erasmus i Leonardo da Vinci.
Kierunki kształcenia
- Architektura krajobrazu (I i II stopnia)
- Biologia stosowana (I i II stopnia)
- Biotechnologia (I i II stopnia)
- Dietetyka (I i II stopnia)
- Ekoenergetyka (I i II stopnia)
- Ekonomia (I i II stopnia)
- Finanse i rachunkowość (I i II stopnia)
- Geotechnologie, hydrotechnika, transport wodny (I stopnia)
- Gospodarka przestrzenna (I i II stopnia)
- Informatyka stosowana (I i II stopnia)
- Inżynieria ochrony klimatu (I stopnia)
- Inżynieria rolnicza (I i II stopnia)
- Inżynieria środowiska (I i II stopnia)
- Jakość i bezpieczeństwo żywności (I stopnia)
- Leśnictwo (I i II stopnia)
- Ochrona przyrody i edukacja przyrodniczo-leśna (interdyscyplinarne II stopnia)
- Ochrona środowiska (I i II stopnia)
- Ogrodnictwo (I i II stopnia)
- Projektowanie mebli (I i II stopnia)
- Projektowanie żywności (I stopnia)
- Rolnictwo (I i II stopnia)
- Technologia drewna (I i II stopnia)
- Technologia żywności i żywienie człowieka (I i II stopnia)
- Weterynaria (jednolite mgr)
- Zootechnika (I i II stopnia)

## Domy studenckie
- DS Blok E, ul. Dożynkowa 9
- DS Blok 3 A Jurand, ul. Piątkowska 94
- DS Blok 3 B Danuśka, ul. Piątkowska 94
- DS Blok 3 C Maćko, ul. Piątkowska 94
- DS Przylesie, ul. Wojska Polskiego 85
- Hotel Asystenta, Studenta i Doktoranta Sadyba, ul. Wojska Polskiego 79